# Albertet de Sisteron
Albertet de Sisteron (1194-1221) est un troubadour natif de Gap, fils d’un jongleur itinérant.

## Biographie
Selon sa Vida, il était le fils d'un noble jongleur nommé Asar. Si Albertet fut réputé pour sa voix et ses mélodies ainsi que pour les innovations apportées dans ses courtes cansos, par contre, il ne le fut pas pour ses vers. Son ami, le troubadour Uc de Lescure fit l'éloge de son chant : votz ben dir (il parlait bien de sa voix). Profondément artiste, il se félicitait de pouvoir converser dans une société policée. 
Il s'attacha d'abord à la Cour du prince d'Orange, Raymond des Baux, puis à celle des comtes de Forcalquier. Puis, il passa en Lombardie, où il resta de 1210 à 1220,. En Italie, il fréquenta les cours de Savoie, de Montferrat, de Tortona où régnaient les Malaspina, Gênes, et les Este à Ferrare. Ce fut à Ferrare qu'il rencontra Guillem Augier Novella, Aimeric de Péguilhan et Aimeric de Belenoi. À Montferrat, il entra en contact avec Dalfi d'Alvernha, Gaucelm Faidit, et Peirol. Selon des archives, il dut se réfugier en Espagne sans que la date de cet exil soit connue. Enfin, il retourna à Sisteron où il décéda en 1221,,.

## Son œuvre poétique
Une des œuvres les plus célèbres d'Albertet est une satire sur sept dames de son temps, dont Béatrice de Savoie, épouse du comte de Provence. Il existe également une tenso entre Albertet et Aimeric de Pegulhan : N ' Albertz, un chausetz vostre sen. Ce poème prouve qu'Albertet se nommait lui-même Albert, et que ce n'est que bien plus tard que les scribes utilisèrent le diminutif. Il a également composé une tenso avec Aimeric de Belenoi, loué Augier et Gaucelm Faidit et honoré Peirol qu'il cite dans une tornada : 

« Peirol, violatz e chantaz cointamen
De ma chanzon los motz el son leugier
Peirol accompagne et chante ma chanson avec grâce,
Les paroles et la mélodie de la lumière. »

Albertet fut le premier troubadour à illustrer en occitan le genre « poète mal-aimé ». Tous ses premiers poèmes ont trait à ses échecs amoureux et font état des rebuffades subies de la part des dames qu'il courtisait. Il se lança ensuite dans la rédaction de sirventès. Dans ceux-ci il égratigna toutes celles qui lui avaient refusé leur amour mais sa cible privilégiée fut Dame Béatrix. 
Vivaient alors trois dames qui portaient ce prénom. Outre Béatrix de Savoie, épouse de Raimond Bérenger IV, dernier comte de Forcalquier, il y avait Béatrix du Viennois, qui vivait en Dauphiné, et Béatrix del Carret, dame de Montferrat, que courtisa avec succès Raimbaut de Vaqueiras. 
Si l'on est assuré que Peirol chanta ses poèmes, on sait aussi qu'Albertet supplia sa dame de les apprendre, sans doute dans l'espoir de les rendre plus célèbres à travers son chant et sa récitation. En dépit de sa réputation en tant que musicien, seulement deux de ses cansos Mos coratges m'es camjatz et A ! mi no fai chantar foilla ni flors nous sont parvenus avec une complète mélodie, même si pour un autre En mon cor ai un' aital encobida elle est partiellement existante. Il existe une autre pièce, un descort intitulé Bel m'es oimais, sans musique notée dans son manuscrit, mais qui aurait pu être le modèle de la strophique Lai Bel m'est li tans du trouvère Colin Muset. 
Chaque pièce connue d'Albertet est une œuvre musicale différente, mais dans l'ensemble il resta conservateur, écrivant dans un rythme d'un intervalle de dixième, syllabique avec mélismes seulement à la fin des phrases. Mos coratges est classique, mais orné ; En cor lundi semble avoir été composé par un autre et A ! mi no fai chantar, complexe et subtil, est écrit dans un style simple, mais avec des intervalles et un phrasé unique.
Il fut aussi un théoricien du langage poétique. Dans une tenson, il se fait dialoguer avec un moine qui vante les qualités poétiques de la langue française, tandis que lui exalte celles de l'occitan. Cette analyse est à rapprocher de celle que fit Fronton sur les avantages du grec et du latin, ainsi que de celle de Dante sur ceux de l'italien face au français. 
Il fut le seul troubadour à réutiliser la structure du Carros composé par Raimbaut de Vaqueiras qui se présente sous  d'une canso avec neuf coblas et deux tornadas. Ces coblas singulars comprennent quinze vers de longueur inégales suivis de tornadas qui reprennent les rimes des trois ultimes vers de la dernière cobla.

## Œuvres
Vingt trois poèmes ont survécu. Quatre manuscrits de ses œuvres recopiées au XIIIe siècle, à Padoue et à Venise se trouvent à la Bibliothèque nationale
- A mi no fai chantar[2].
- Bel m'es oimais[18]
- N ' Albertz, un chausetz vostre sen.
- Mos coratges m'es camjatz.
- A ! mi no fai chantar foilla ni flors
- En mon cor ai un' aital encobida

## Édition
- Jean Boutière, Les poésies du troubadour Albertet, Studi Medievali, 10, 1937, Turin, pp. 1-129.